# Blaukopf-Junker
Der Blaukopf-Junker (Thalassoma bifasciatum) ist ein mariner Lippfisch aus der Gattung Thalassoma aus der Familie der Labridae. Er ist in den Korallenriffen der tropischen Gewässer des westlichen Atlantiks beheimatet. Die Tiere sind klein (weniger als 110 mm Standardlänge) und werden selten älter als zwei Jahre. Sie bilden große Schwärme über dem Riff und sind wichtige Putzerfische in den von ihnen bewohnten Riffen.

## Verbreitung und Lebensraum
Der Blaukopf Junker ist in den Korallenriffen des Atlantiks zu finden. Sein Hauptverbreitungsgebiet umfasst das Karibische Meer und den südöstlichen Teil des Golfs von Mexiko.

## Beschreibung

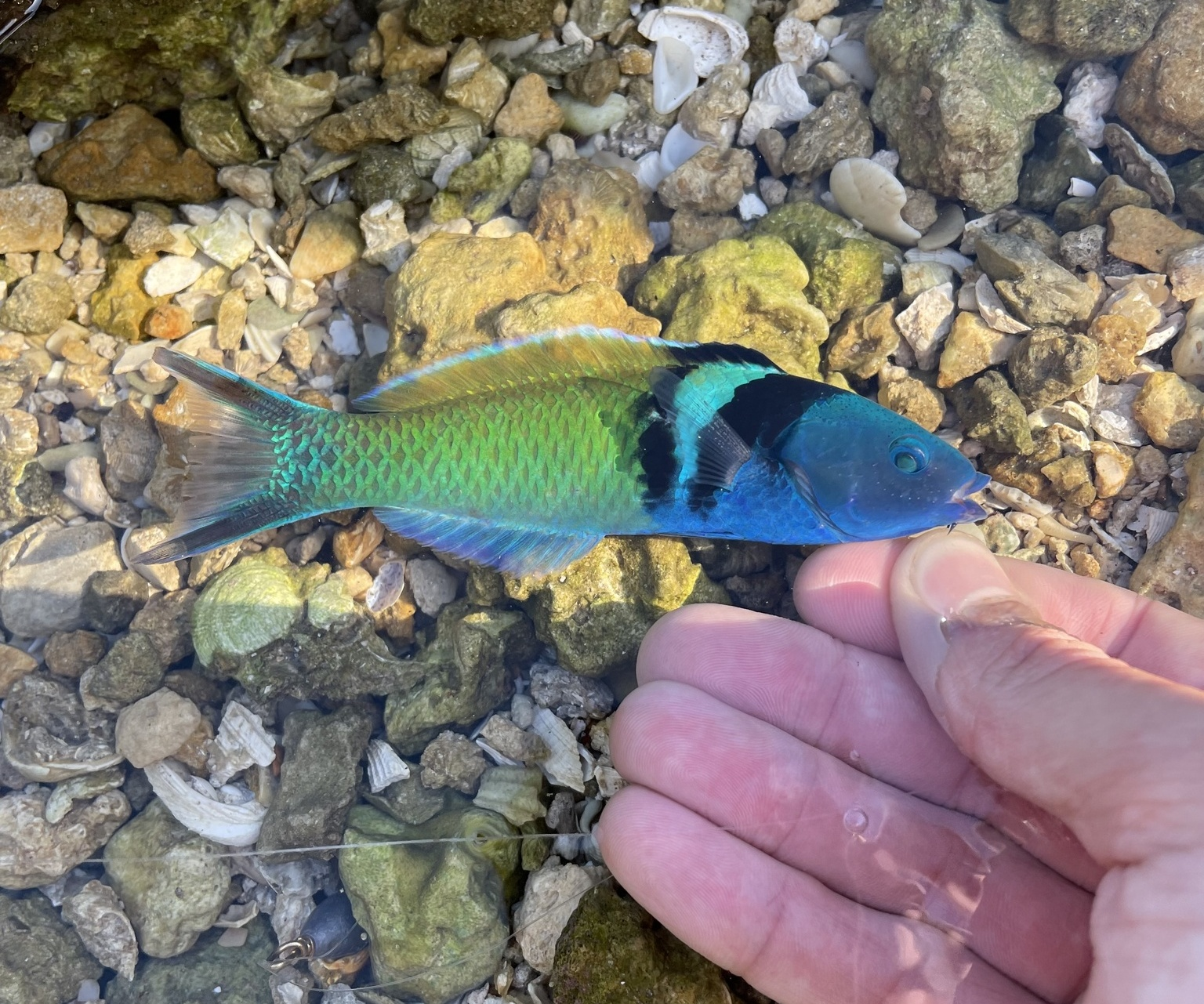
Männchen, Größenvergleich

Junge kleine Weibchen und Männchen haben eine gelbe Dorsalseite und eine weiße Ventralseite, oft mit grünen oder schwarzen Seitenstreifen und gelegentlich dunklen vertikalen Balken. Diese Färbung wird als Anfangsphase bezeichnet. Die Fische können das Vorhandensein oder die Intensität ihrer gelben Farbe, Streifen und Balken schnell ändern. Beobachtungen ergaben, dass Farbänderungen wahrscheinlich mit Verhaltensänderungen einhergehen. Große Weibchen und einige Männchen können dauerhaft ihre Färbung und/oder ihr Geschlecht ändern und in die Endphase der Färbung eintreten, die einen blauen Kopf, schwarze und weiße Streifen hinter dem Kopf und einen grünen Körper aufweist. Diese Farbphase gibt der Art ihren Namen. Die Männchen der Endphase sind größer (70 bis 80 mm) als die Männchen der Anfangsphase (60 mm).

## Ökologie

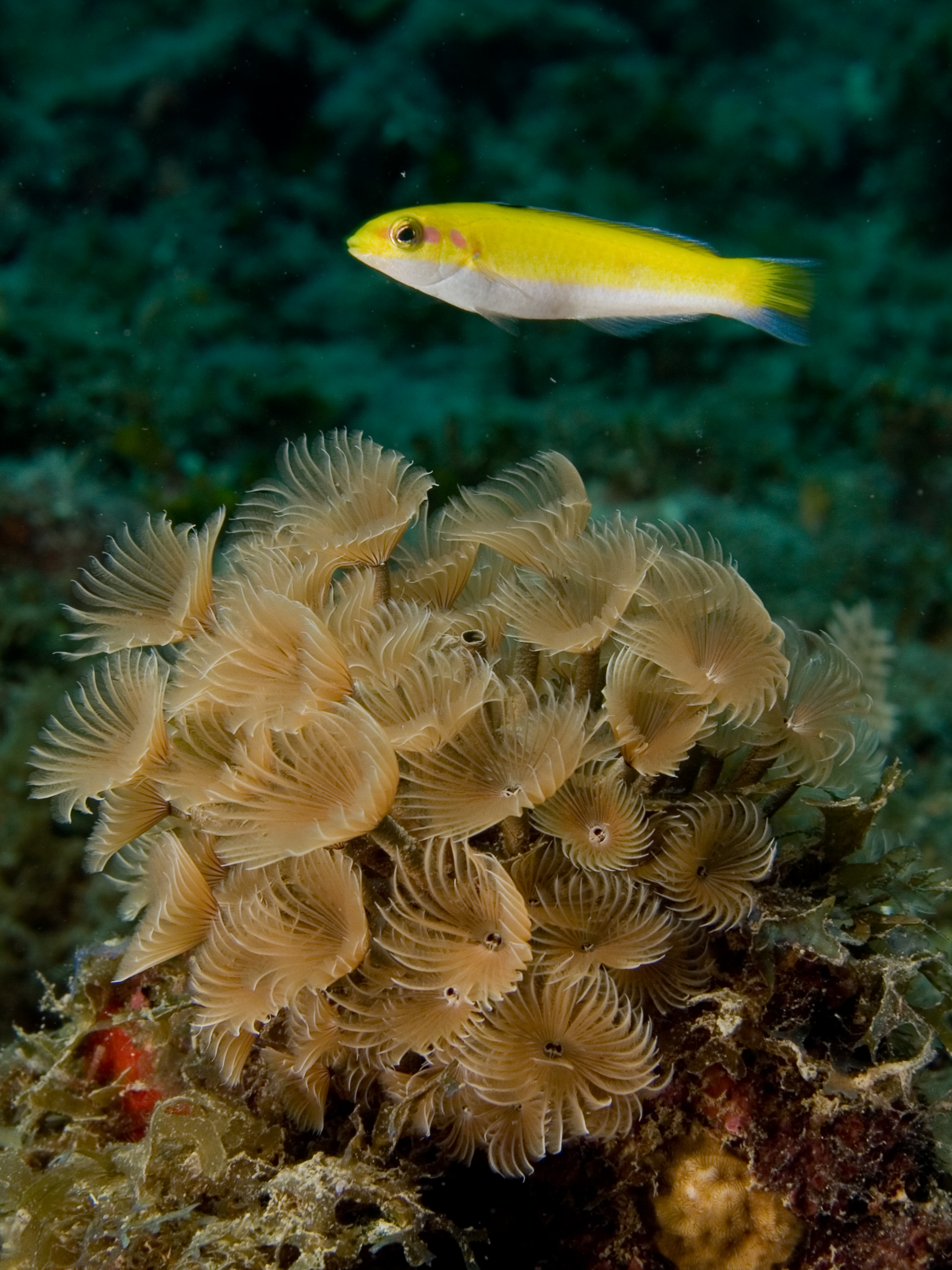
Juveniler/Anfangsphasen Blaukopf Junker

### Ernährung
Der Blaukopf Junker ernährt sich hauptsächlich von Zooplankton, Weichtieren, kleinen Krebstieren wie Garnelen und Krill, Würmern und anderen beweglichen Wirbellosen sowie den Eiern kleinerer Fische und Ektoparasiten. Männchen in der Anfangsphase fressen hauptsächlich Zooplankton aus der Strömung. Weibchen und Männchen weisen in der Anfangsphase bestimmte Jagdzeiten während des tageszeitlichen Verlaufs auf.

### Räuber und Parasiten
Obwohl der Blaukopf Junker ein häufiger Putzerfisch in den von ihm bewohnten Korallenriffen ist, meidet er Fischfresser wie die Tüpfelmuräne (Gymnothorax moringa), den Blutroten Juwelenbarsch (Cephalopholis cruentata) und den Trauerrand-Zackenbarsch (Epinephelus guttatus). Diese Arten jagen Blaukopf Junker.
Als weitere Räuber treten der Dreistachelige Seifenfisch, der Rauschwanz-Stechrochen sowie der Trompetenfisch auf.
Als wichtiger intrazellulärer Parasit des Blaukopf-Junkers befällt die zum Taxon der Myxozoa zählende Art Kudoa ovivora die Eierstöcke der Weibchen. Befallene Eier sind steril und größer als nicht befallene Eier und enthalten mehr organisches als anorganisches Material. Dies deutet darauf hin, dass der Parasit eine Verlagerung der vorliegenden Ressourcen vom Mutterfisch zu den Eiern bewirkt, was dazu führt, dass die Fitness des Mutterfisches verringert wird. Es wurde festgestellt, dass infizierte Lippfische ihr Geschlecht früher wechseln als nicht infizierte Weibchen. Dies könnte eine Reaktion auf den Parasiten sein.

## Bestände
Die Verbreitungsgebiete von Thalassoma bifasciatum umfassen den nordwestlichen Atlantik. Dort gehört der Blaukopf Junker zu den am häufigsten vorkommenden Arten in den Korallenriffen bei Puerto Rico, den Jungferninseln und den Niederländischen Antillen.
Die Art steht auf der Liste der am wenigsten gefährdeten Arten. Da die Art sehr standorttreu ist, kann die Zerstörung von Korallenriffen zu einer lokalen Gefährdung führen.
Aufgrund ihrer markanten Färbung wird sie manchmal für den Aquarienhandel gesammelt. Dies stellt jedoch derzeit keine Bedrohung für die Art dar.

## Verhalten

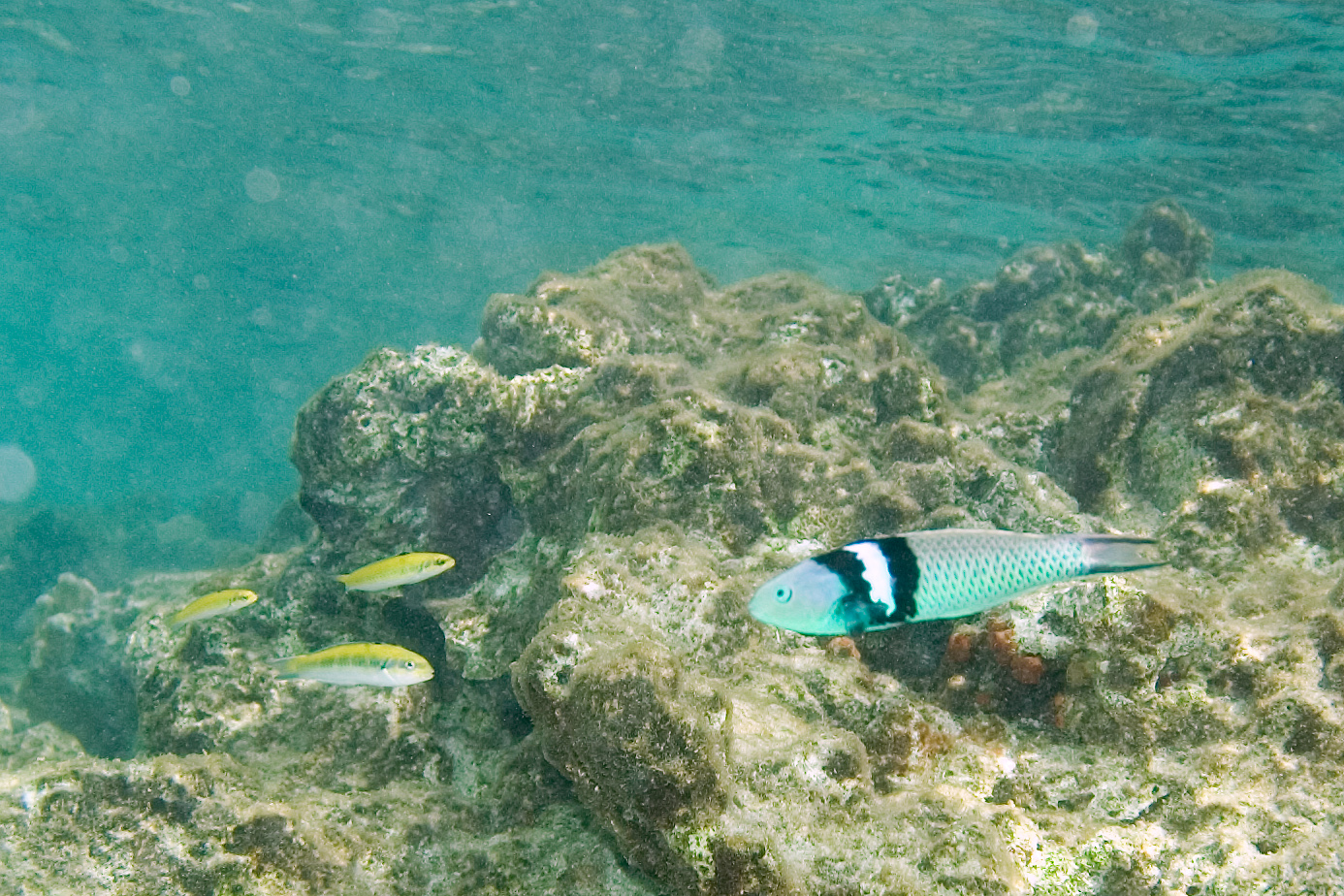
Jugend-/Anfangsphase und Endphasenstadium

Wie viele andere Lipffischarten ist Thalassoma bifasciatum ein protogyner sequentieller Hermaphrodit; die Tiere beginnen ihr Leben entweder als Männchen oder als Weibchen, wobei die Weibchen später im Leben das Geschlecht wechseln und zu Männchen werden können.

### Sozialverhalten

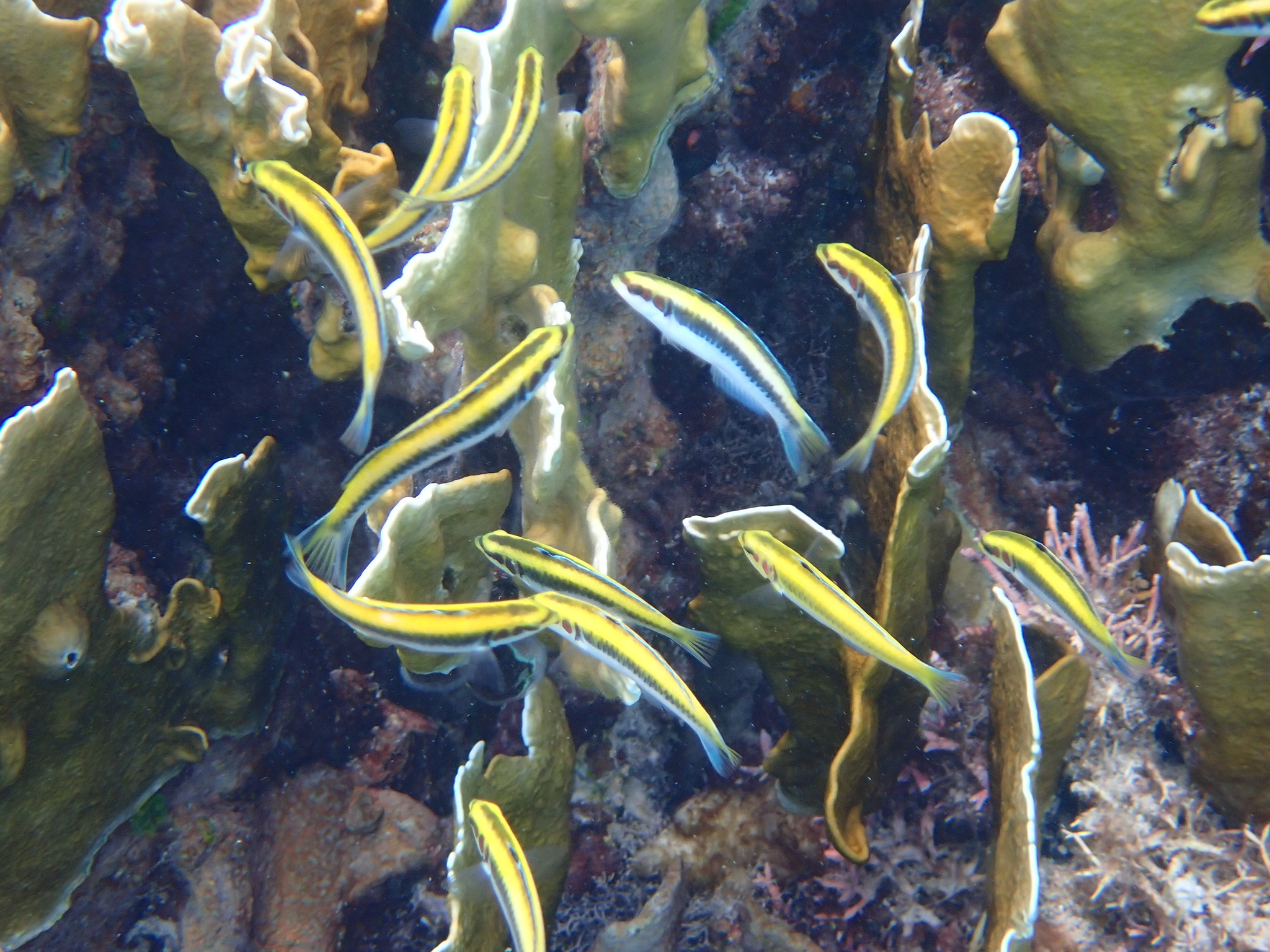
Juvenile T. bifasciatum

Innerhalb der Männchen gibt es ein spezifisches Sozialsystem - Männchen in der Endphase (die am aggressivsten sind und den "höchsten" Rang unter den Männchen einnehmen) und Männchen in der Anfangsphase (die sich paaren, wenn sie in einer größeren Gruppe eine Chance bekommen). Der Farbwechsel der Blaukopf Junker zeigt ihr Motiv oder ihre Rolle an. Wenn die Männchen der Endphase die Männchen der Anfangsphase jagen, ändert sich ihre Farbe in ein metallisches Grün, während sie, wenn sie ein Weibchen umwerben, rosa/grau werden und schwarze Kreise auf ihren Flossen bilden.

### Hermaphroditismus
Sowohl weibliche Tiere in der Anfangsphase als auch männliche Tiere in der Anfangsphase können sich in männliche Tiere in der Endphase verwandeln. Dieser Wechsel kann relativ schnell erfolgen und dauert etwa 8 Tage. Diese Geschlechtsumwandlung ist jedoch dauerhaft: Sobald sich ein Weibchen oder Männchen der Anfangsphase in ein Männchen der Endphase verwandelt hat, kann es nicht mehr zurückwechseln. Ein Experiment, bei dem Männchen der Endphase aus einer Population entfernt wurden, hat gezeigt, dass sich mehr Weibchen in Männchen der Endphase verwandeln, und sogar das Aggressionsniveau steigt. Zudem ändert sich die Färbung dieser Tiere, um den Wechsel des Weibchens zum Männchen der Endphase anzuzeigen. Untersuchungen zeigen, dass die Männchen der Anfangsphase relativ größere Hoden als die größeren Männchen der Endphase haben. Dadurch können die Männchen in der Anfangsphase mehr Spermien produzieren, um die Eier der Weibchen im bewachten Harem zu befruchten, wenn sie die Gelegenheit dazu nutzen.
Männchen in der Anfangsphase befruchten Eier auch im Rahmen von Gruppenlaichphänomenen. Diese Gruppen bestehen aus 20 bis 50 (teilweise auch mehr) Anfangsphasen-Männchen, die sich während der täglichen Laichzeit auf mittleren und größeren Riffen an bestimmten Stellen versammeln. Die Weibchen besuchen diese Gruppen, um zu laichen und ihre Eier in einem "Laichrausch" abzulegen. Die Anfangsphasen-Männchen versuchen, sich in der Nähe eines Weibchens zu positionieren, wenn dieses seine Eier abgibt, da dies die Wahrscheinlichkeit erhöht, dass sie diese Eier befruchten. Die Freisetzung einer großen Zahl von Spermien erhöht diese Wahrscheinlichkeit ebenfalls, und man nimmt an, dass dadurch auch die große Hodengröße der Anfangsphasen-Männchen erklärt werden kann. Diese Art des Paarungswettbewerbs wird auch als "Spermienkonkurrenz" bezeichnet und ist bei vielen Arten zu beobachten.

## Biologische Forschung zur Geschlechtsumwandlung
Der Blaukopf Junker und sein Verwandter, der Duperreys Junker (Thalassoma duperrey), sind zu wichtigen Modellen für das Verständnis der physiologischen und neurobiologischen Grundlagen des Geschlechtswechsels geworden. Der Geschlechtswechsel kann bei beiden Arten sozial ausgelöst werden, indem große Weibchen zu den größten Mitgliedern sozialer Gruppen gemacht werden. Die Geschlechtsumwandlung von Lippfischen in Versuchsställen geht mit einer vollständigen Umwandlung der Keimdrüsen einher, die mit einem Rückgang der wichtigsten Steroidhormone (Östradiol und 11-Ketotestosteron) und der Enzyme zur Synthese von Steroidhormonen in den Keimdrüsen einhergeht. Geschlechtsumwandelnde Lippfische zeigen auch erhebliche Veränderungen im Gehirnspiegel der Monoamin-Neurotransmitter Serotonin, Dopamin und Noradrenalin.
Männchen in der Anfangsphase, Männchen in der Endphase und Weibchen haben die Fähigkeit, sich fortzupflanzen. Dies ist auf die Protogynie zurückzuführen, d. h. die Fähigkeit des Weibchens, sich in ein Männchen zu verwandeln. Die Dichte der männlichen Fische hängt von der Größe des Riffs ab. Auf kleineren Riffen gibt es mehr Männchen in der Endphase als in der Anfangsphase, da sie eine geringe Anzahl von Weibchen bewachen. In größeren Riffen hingegen sind die Anteile der Männchen der Anfangsphase und der Endphase gleich groß. Dies erhöht die Chancen der Männchen in der Anfangsphase, sich zu paaren, da sie im Vergleich zu den Männchen in der Endphase weniger aggressiv sind.
Die Geschlechtsumwandlung von Lippfischen wurde bisher vor allem mit Hilfe von gezielten Manipulationen in der Natur untersucht, bei denen sie bei großen Weibchen durch das Entfernen dominanter Männchen in der Endphase aus kleinen Riffen ausgelöst werden kann. Die Gonadotropin-Releasing-Hormon (GnRH)-Neuronen unterscheiden sich bei den verschiedenen Geschlechtsphänotypen im Hypothalamus der Lippfische und auch bei Androgenimplantaten, die den Geschlechtswechsel auslösen. Die Geschlechtsumwandlung erfolgt bei Thalassoma bifasciatum unter natürlichen Bedingungen im Feld sehr schnell, wobei innerhalb von Minuten bis Stunden nach dem Entfernen der dominanten Männchen in der Endphase männchentypische Verhaltensweisen beobachtet werden. Die Geschlechtsumwandlung findet sogar bei Weibchen statt, deren Gonaden (Eierstöcke) chirurgisch entfernt wurden, bevor sie sozial dominant wurden. Der Verhaltensgeschlechtswechsel geht mit einer erhöhten Expression des Neuropeptidhormons Arginin-Vasotocin (AVT) einher, und zwar unabhängig davon, ob die geschlechtswechselnden Weibchen Keimdrüsen haben oder nicht. Injektionen von AVT können bei männlichen Lippfischen in der Endphase sexuelles und aggressives Verhalten auslösen, während Injektionen von Fluoxetin (Handelsname: Prozac) das aggressive Verhalten der Männchen in der Endphase verringern können.

### Paarungssysteme
Große Männchen in der Endphase verteidigen Brutplätze, zu denen die Weibchen täglich abwandern. Es wurde eine Studie durchgeführt, um die relative Rolle der beiden Geschlechter bei der Wahl der Standorte zu ermitteln. In lokalen, isolierten Populationen wurden alle Männchen in der Endphase oder alle Weibchen ausgetauscht, und die daraus resultierende Standortwahl beobachtet. Nachdem die Männchen ersetzt worden waren, wurde das Paarungssystem nicht beeinträchtigt. Andererseits ging nach dem Austausch der Weibchen die Hälfte der alten Plätze verloren, während die gleiche Anzahl an neuen Plätzen hinzukam, die auch noch über ein Jahr nach diesen Manipulationen genutzt wurden. Dies geschah, obwohl die großen Männchen ursprünglich weiterhin die ursprünglichen Plätze verteidigten und sich dort aufhielten. Dies zeigt, wie wichtig die Wahl der Weibchen für das Fütterungssystem des Blaukopf-Junkers ist und dass die Männchen auf die Standortpräferenzen der Weibchen reagieren.
Thalassoma bifasciatum hat keine ausgeprägten Territorien und die Populationen streifen frei umher. Auch verlassen die Weibchen in der Regel nicht ihre ursprünglichen Laichplätze. Es ist bekannt, dass die Männchen mitgenommen werden oder abwandern. Ein plausibler Grund für den Verbleib der Weibchen könnte darin liegen, dass sie an diese Gebiete am meisten gewöhnt sind, und auch darin, dass die Bedrohung durch Räuber konstant ist.
Der größte Teil der Literatur über Paarungssysteme des Blaukopf-Junkers wurde in kleinen konzentrierten Riffhabitate beschrieben. In einem großen, linearen Korallenriff in St. Croix, Amerikanische Jungferninseln, bilden sich täglich sehr große Ansammlungen von Gruppenpaaren in einem einzigen Bereich nahe der Vorderseite des Riffs. Markierungsstudien haben gezeigt, dass die Fische im Allgemeinen bestimmten Futterschwärmen treu sind, die über das gesamte Vorriff verteilt sind, und dass sie dazu neigen, zu den über 1,5 Kilometer entfernten Laichplätzen zu wandern. In anderen, stromaufwärts gelegenen Bereichen des Vorriffs scheint es keine Paarungen zu geben. Trotz großer Unterschiede in der Dauer der Wanderungen gibt es keine signifikanten Unterschiede in der Fruchtbarkeit oder der Häufigkeit des Laichens zwischen den Weibchen, die in unterschiedlichen Entfernungen von der Paarungsaggregation leben. Die höhere Wachstumsrate entsprach einer höheren allgemeinen Fütterungsrate am Standort, was darauf schließen lässt, dass die Nahrungsaufnahme die Kosten der langen Wanderung aufwiegen kann.

## Bildergalerie

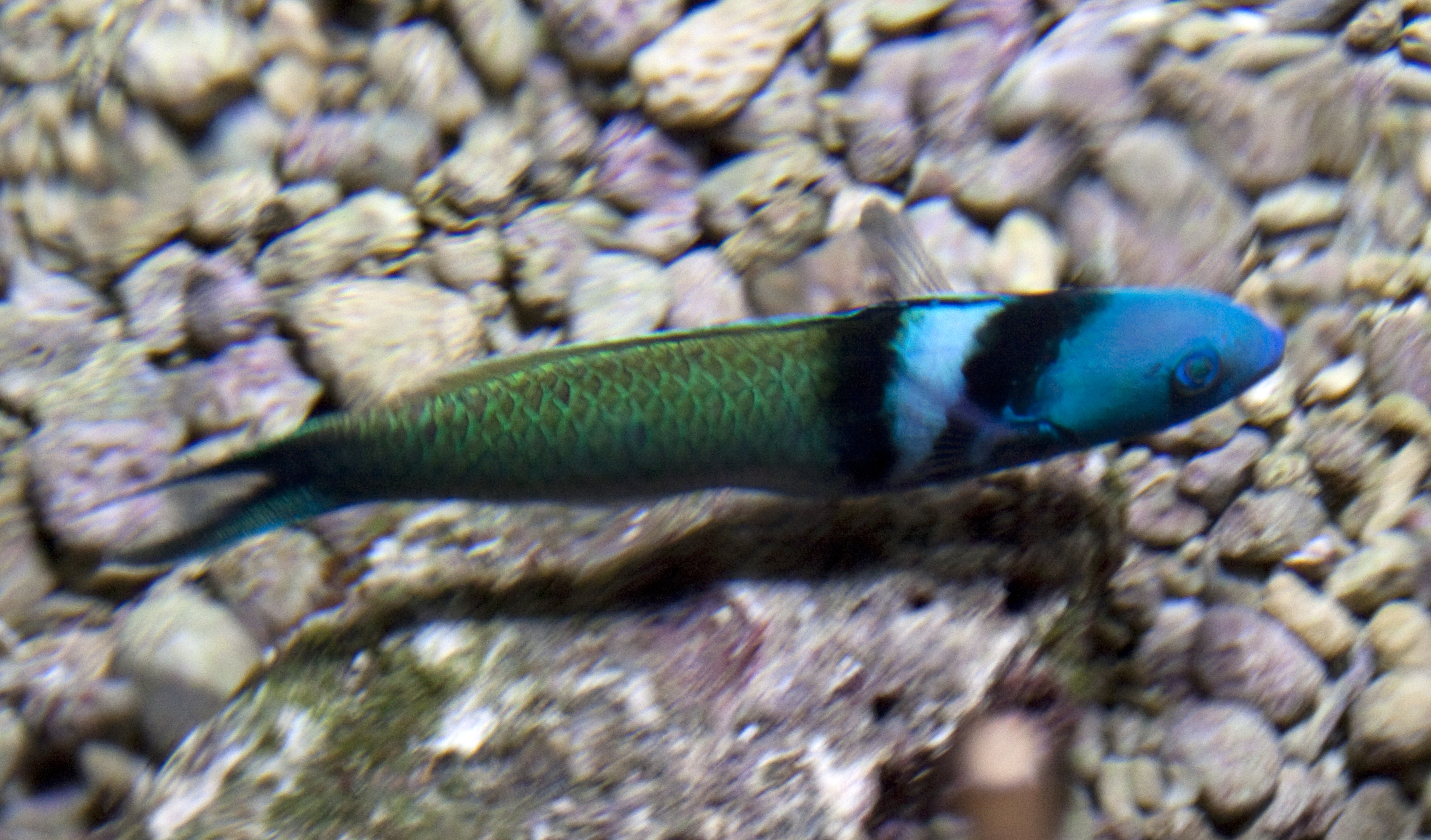
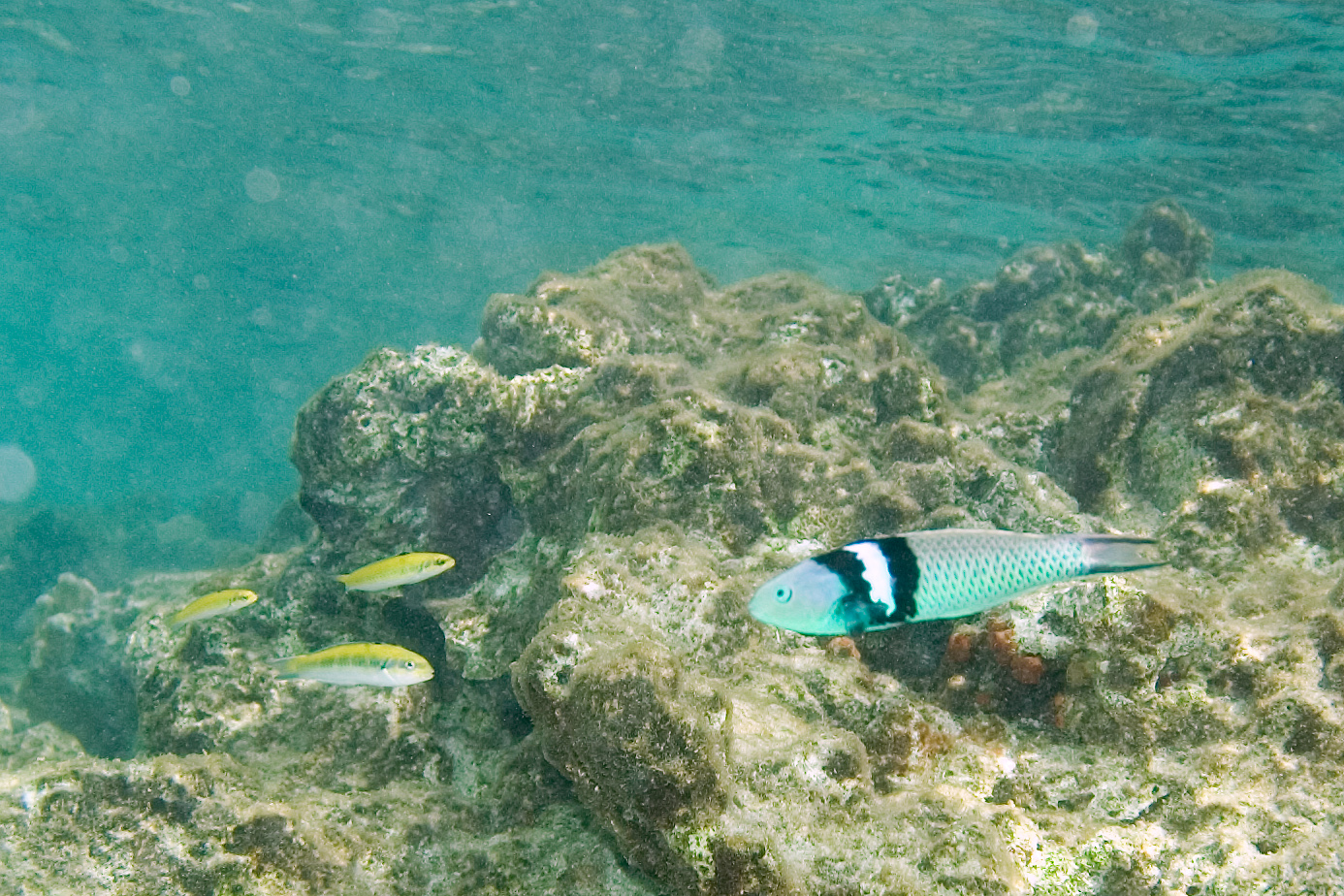
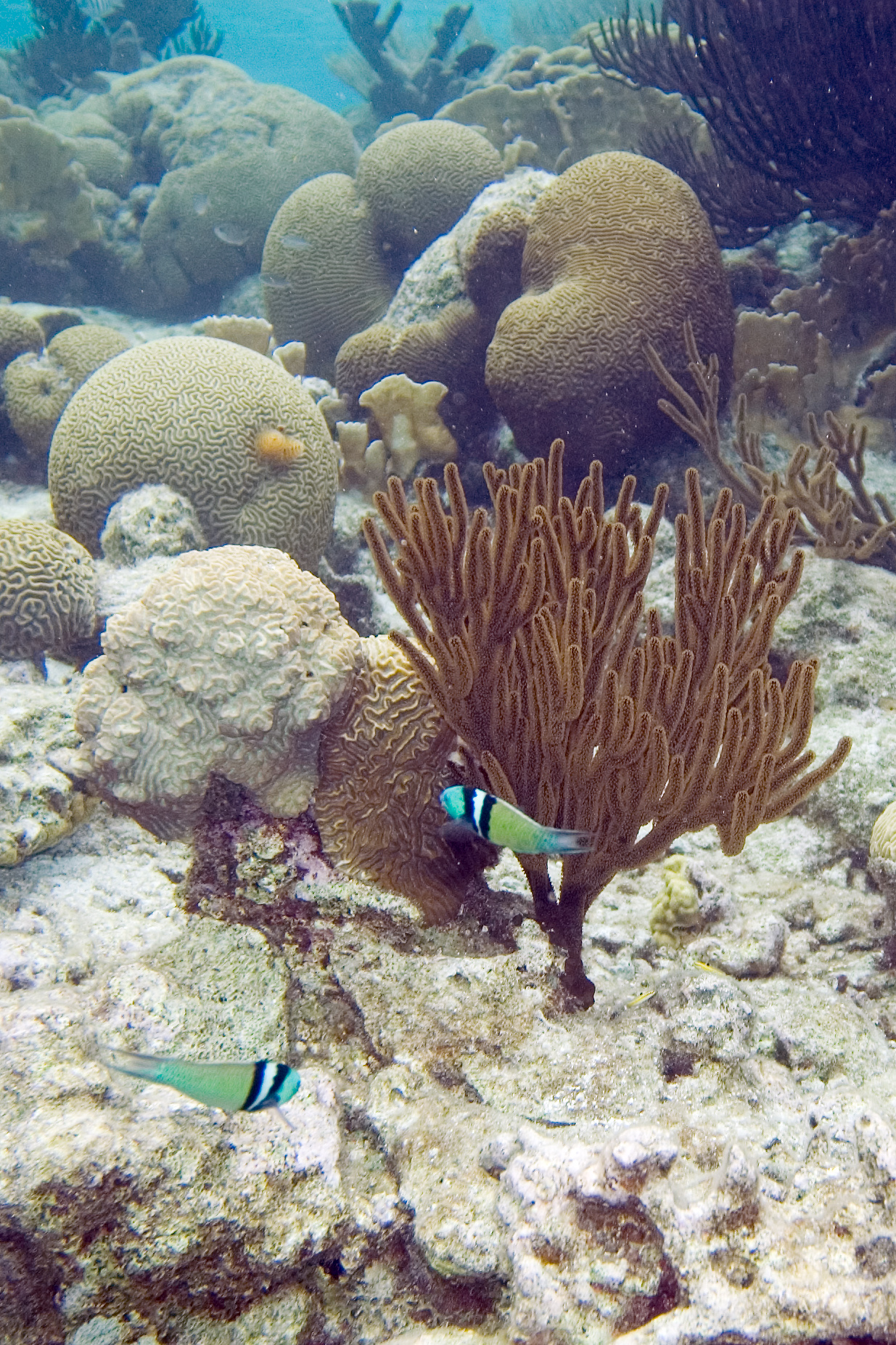
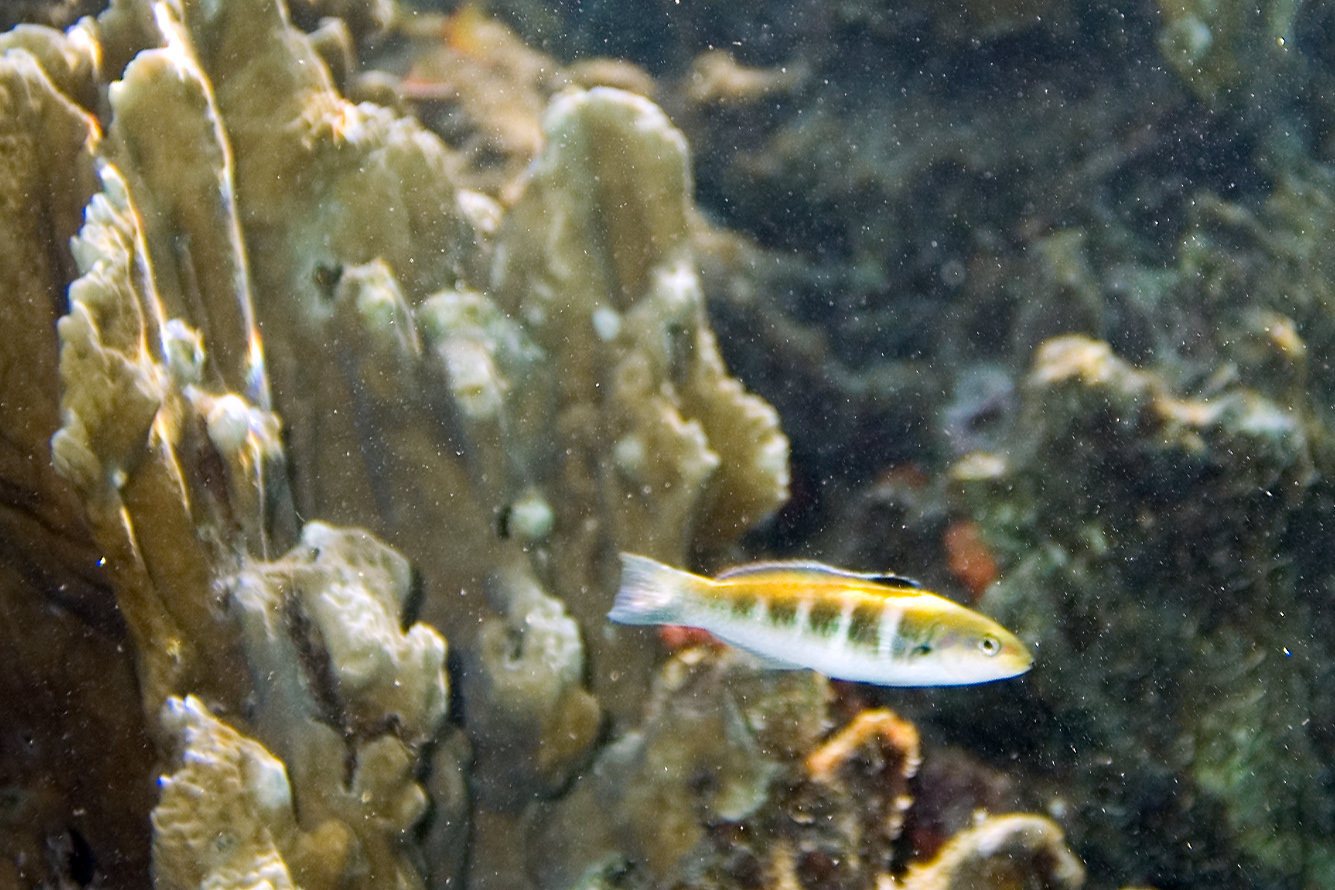
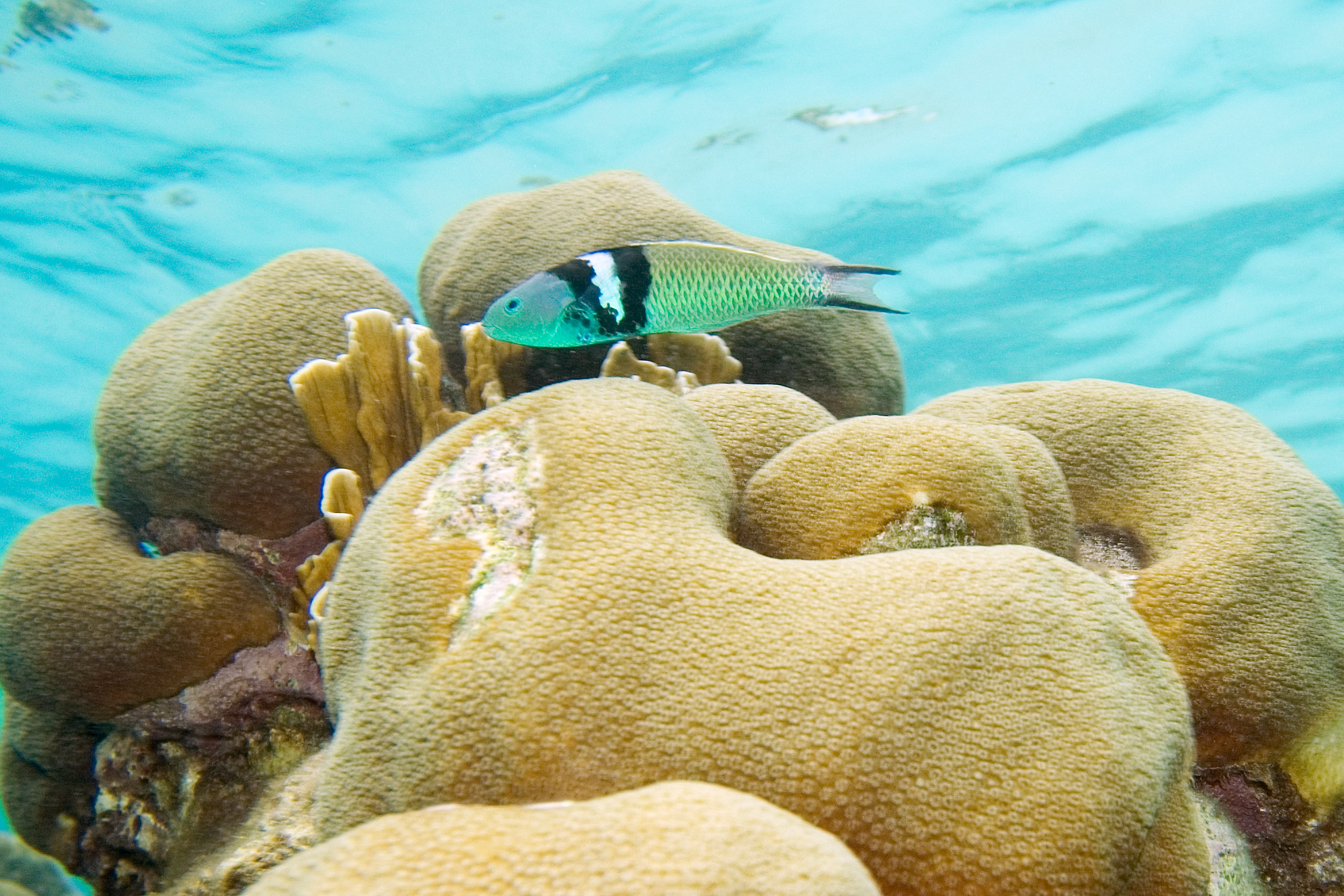